# Lochmaeotrochus oculeus
Lochmaeotrochus oculeus är en korallart som beskrevs av Alcock 1902. Lochmaeotrochus oculeus ingår i släktet Lochmaeotrochus och familjen Caryophylliidae. Inga underarter finns listade i Catalogue of Life.